# アンティクレイア

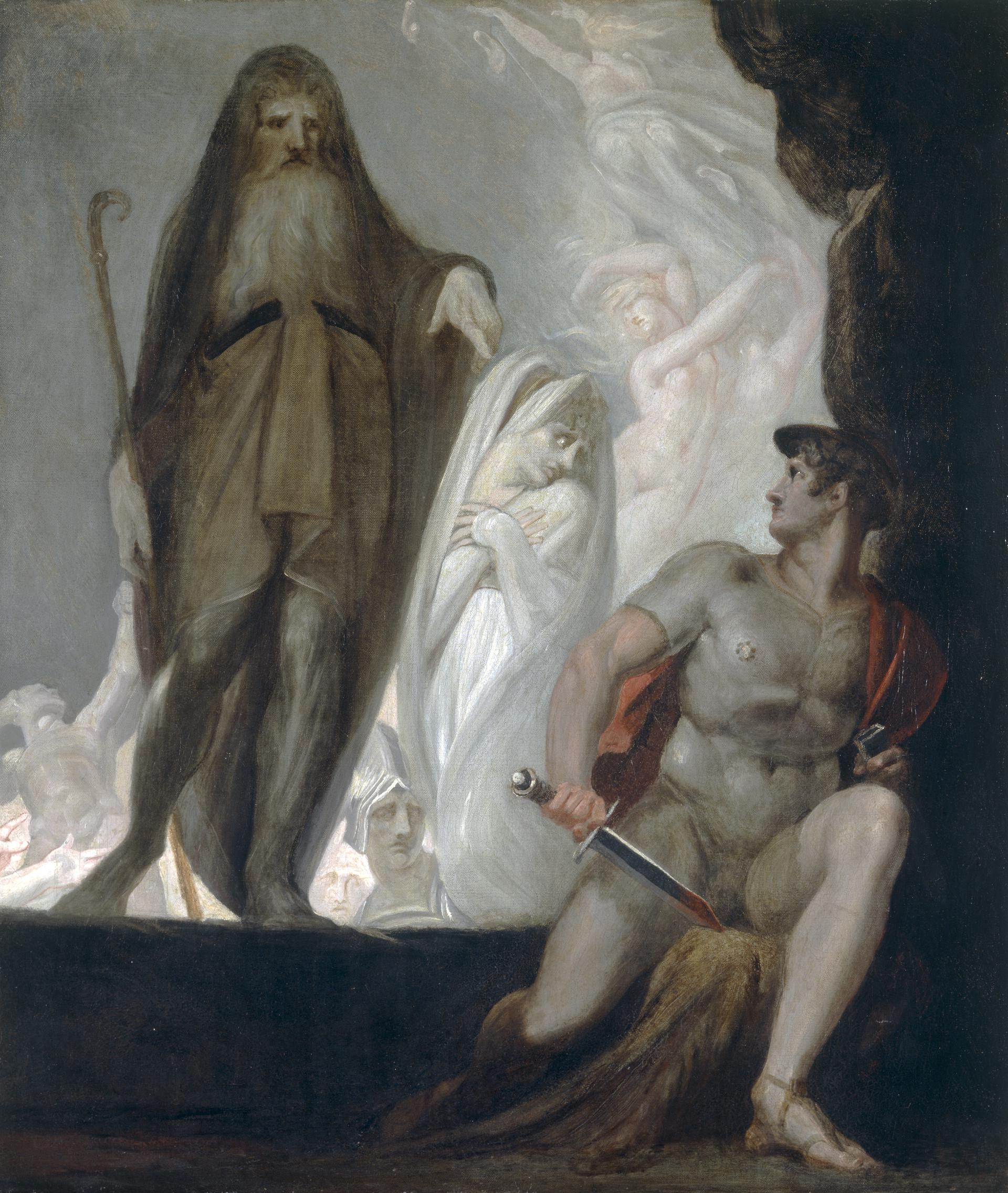
冥府のアンティクレイアを描いたフュースリーの『オデュッセウスに未来を予言するテイレシアース』。1800年頃。カーディフ国立博物館所蔵。

アンティクレイア（古希: Ἀντίκλεια、古代ギリシア語ラテン翻字: Antíkleia、英: Anticlea）は、ギリシア神話の女性である。主に、
- アウトリュコスの娘
- ディオクレースの娘

など数名が知られている。

## アウトリュコスの娘
このアンティクレイアは、盗みの技で名高い英雄アウトリュコスとアムピテエーの娘で、ポリュメーデー、アイシモスと兄弟。イタケー島の王ラーエルテースと結婚し、オデュッセウスとクティメネーの母となった。ただしオデュッセウスをコリントス王シーシュポスとの間に生まれた息子とする伝承もある。
ホメーロスの叙事詩『オデュッセイアー』ではアンティクレイアはすでに故人となっており、オデュッセウスがトロイア戦争から帰国するのを見ることなく死去するが、オデュッセウスが魔女キルケーの助言で冥府を訪れた折に再会する。アンティクレイアは娘クティメネーとともにエウマイオスを我が子同然に育てたので、死後もエウマイオスから慕われている。死に関してはナウプリオスからオデュッセウスが死んだという偽の情報を聞かされ、絶望して自殺したという話もある。

### シーシュポス
後代の伝説によると、父アウトリュコスはシーシュポスから多くの家畜を盗んだが、これを怪しんだシーシュポスは家畜の蹄に印をつけることで盗人がアウトリュコスであることを突き止め、家畜を取り戻した。アンティクレイアはその際にシーシュポスと関係を持ち、子を身ごもった。それから間もなくアンティクレイアはラーエルテースと結婚し、生まれたオデュッセウスを夫の子として育てた。そのためオデュッセウスはシーシュポスの特徴を受け継いで、狡猾な英雄になった。

### 冥府での再会
死後は冥府を訪れたオデュッセウスをエルペーノールに次いで発見し、彼女の息子が予言者テイレシアースから予言を授かった後でオデュッセウスと言葉を交わし、生前のイタケー島の様子を伝えた。彼女はオデュッセウスの「なぜ死んだのか、イタケーの王権はどうなっているか、妻ペーネロペーは一家を守っているか、それとも別の男と再婚したか」といった質問に対して、ペーネロペーは一家を守っているが辛い日々が続いていること、王権はまだ一族のもとにあり、テーレマコスが国内を平穏に守っていることを伝えた。自分の死に関しては、息子の孝行を思い出しては帰りを待つ辛さに耐えられずに死んだことを伝え、オデュッセウスに涙を流させた。そして悲しみからアンティクレイアを抱擁しようとして虚空をかき抱く息子に、死後冥府で暮らす者は身体が失われることを説明した。また冥府から早く立ち去ることを勧めつつ、ペーネロペーに語って聞かせるために冥府のことを隅々まで見ておくようにとも助言している。

### 解釈
冥府でのアンティクレイアの発言はいくつか不自然な点がある。テイレシアースは求婚者たちがオデュッセウスの館に居座って財産を食いつぶしていることを話すのに対して、アンティクレイアは求婚者について黙しているだけでなく、国内は平穏であると話しており、テイレシアースの予言と異なっている。民族精神医学の創始者ジョルジュ・ドゥヴルーは『オデュッセイアー』におけるペーネロペーの心理を精神分析の立場から正確に捉えようとする過程でアンティクレイアの発言を取り上げ、オデュッセウスがトロイアの王宮に忍び込んだ際のエピソードと比較できると指摘している。『オデュッセイアー』によるとヘレネーはオデュッセウスを自室に匿うが、帰国を望んでいる（つまりパリスに誘惑されてスパルタと家族を捨てたことを後悔している）ヘレネーのトロイアに対する裏切り行為を王妃であるヘカベーは黙認し、オデュッセウスの存在を口外していない。ドゥヴルーによればこのときのヘカベーとアンティクレイアの心理は同じものである。オデュッセウスの妻ペーネロペーは（トロイアに対するヘレネーがそうであるように）夫を裏切っているかもしくはそうした願望を抱いており、それが求婚者と関係があるために義理の母アンティクレイアは求婚者の横暴について話そうとしない。その裏切りとは後代の伝承によればペーネロペーの不貞行為である。イギリスの詩人ロバート・グレーヴスも後代のペーネロペーの不貞の伝承を取り上げながら、アンティクレイアが求婚者たちの横暴について何も話さないのは、オデュッセウスに対して隠さなければならないことがあるからに違いないと考えている。

## ディオクレースの娘
このアンティクレイアは、メッセーネー地方のパライの王ディオクレースの娘で、双生児クレートーン、オルティロコスの妹。医術の神アスクレーピオスの子マカーオーンと結婚し、ニーコマコス、ゴルガソス、スピュロス、ポレモクラテース、アレクサーノールの母となった。

## その他のアンティクレイア
- ペリペーテースの母[16]。
- 一説にリュキア王イオバテースの娘で、ベレロポーンの妻[17][18]。